# Idiodes apicata
Idiodes apicata là một loài bướm đêm trong họ Geometridae.